# STEINS;GATEの登場人物
STEINS;GATEの登場人物（シュタインズ・ゲートのとうじょうじんぶつ）では、ゲーム・アニメなどのメディアミックス作品『STEINS;GATE』および続編『STEINS;GATE 0』（シュタインズ・ゲート ゼロ）、各種派生作品に登場する架空のキャラクターについて説明する。
本編は、作中において2010年7月28日から始まる出来事であると設定されており、年齢設定は誕生日と対応している。
※ 文中【ゼロ】の下に記載している文は『STEINS;GATE 0』における対象人物の行動・言動。

## 主要人物
岡部が創設した発明サークル「未来ガジェット研究所」のメンバー。ラボメンとはラボラトリーメンバーの略。物語開始時には3人のみであったが、物語の進行と共に人数が増える。核心に関わる重要な秘密が設定されている人物もいる。出演声優によれば、TVアニメの最初のアフレコ時には「全員が主人公だと思って」演じるように指示されたという。

### 岡部 倫太郎（おかべ りんたろう）
声 - 宮野真守
未来ガジェット研究所のラボメンNo.001にして、ラボの創設者。
本作の主人公にして「線形拘束のフェノグラム」の主人公の一人である。
18歳。1991年12月14日生まれ。身長177cm、体重59kg。血液型はA型。
東京電機大学1年生（以下の文で「大学」と記載している場合、特記無き場合はこの大学を指す）。まゆりや橋田からは「オカリン」と呼ばれている。実家は青果店。
ラボの賃貸料・光熱費・材料費などの諸経費は岡部の自己負担であり、7月27日までのチラシ配りのアルバイトで、大学の夏休み期間中は自活可能な額を蓄えている。
岡部の振舞いや口癖は、実際のインターネット上に流布している「食堂の男」と呼ばれる逸話がモチーフとなっている。
2011年6月に行われた、電撃オンラインによるキャラクター人気投票では第2位を獲得した（537票）。
厨二病な性格
表面的には重度の厨二病で、狂気のマッドサイエンティスト・鳳凰院凶真（ほうおういん きょうま）の二つ名を名乗る。彼いわく、鳳凰院凶真こそが真名であり、岡部倫太郎のほうは『世を忍ぶ仮の名』である。節度のない厨二的振舞いに加え、空気の読めていない言動も嵩むため交友関係は狭い。特に象徴的な厨二的行動のひとつとして、窮地に追いやられたり、深く感銘を受けた場合に、突然繋がっていない携帯電話を片手に架空の同志とエア通話を始めることがあり、その会話内容から鳳凰院こと岡部は「とある機関に狙われている」設定を持つことがうかがえる。
こうした痛々しい振舞いは、6年前のまゆりの失語症を治すための理由から当時見ていたロボットアニメの敵の科学者キャラを参考に意識的に演じているものでであるが、劇中では意識せずとも自然と厨二病的な言動をとれるほどになっている。根は善人でお人好し。不測の事態に対してはあっさり動揺するが、ラボメンの危機には率先して対処する仲間思いな青年である。物語の最初と最後とでは、振舞いは同じでも印象が変化していく人物として描かれている。あだ名を付ける癖があるが、名前を言うのが恥ずかしいためである。
まゆりや岡部の母いわくこれでも大学生時代では大人しくなった方であり、中学生時代はもっと酷い厨二病だった。
趣味嗜好
萌えにはさして興味はなく、アニメは主にロボット物を見ている。体力はなく、少し走っただけですぐ息を切らしてしまう。また、@ちゃんねらー（作中の匿名掲示板サイト「@ちゃんねる」のユーザー）である為、橋田ほどではないが、日常会話に@ちゃんねる用語やネットスラングを織り交ぜることも。
ドクターペッパーの愛飲家で、ラボの冷蔵庫内には、複数常備されている。岡部いわく「選ばれし者の知的飲料」と称され、愛飲する者たちを「ドクトルペッパリアン」と呼んでいる。
紅莉栖ほどではないが、科学的な知識や物理学に堪能である。
劇中での活躍
彼だけがリーディング・シュタイナー（移動前の世界線の記憶を保持する能力）に長けた人物となっており、それを使い世界線の変更に奔走する。劇中のα世界線では後にSERNに対抗するレジスタンスを結成、テロリストとして有名になった後2036年までには死亡している。α世界線への入口となってしまった数々のDメールを取り消すべく奮闘、元のβ世界線へ復帰するがそこでは紅莉栖が死亡することが判明。苦悩する岡部に、β世界線における2025年の彼がDメールを使いヒントを提示。まゆりや紅莉栖、そして世界を救うシュタインズ・ゲート世界線への到達を助けた。
『比翼恋理のだーりん』では、厨二病の言動・よれた服装・雑な髪型、無精髭などの要因により普段は誰も気づかなかったが、身だしなみを整えれば実はイケメンであるという設定が明かされた。
ニトロプラスコンプリートに記載の小説では、『CHAOS;HEAD』に登場する蒼井セナと1年前に偶然出会っている。言動があまりにも異常過ぎた為、セナから「これ以上妄想はするな」と忠告された。
【ゼロ】
牧瀬紅莉栖を喪った事で心の変調を来しているが、表層上はそれを隠し、以前の「鳳凰院凶真」時代を「なかったこと」にしたかのような普通の大学生活を送っている。ゼミの教授がテニス部の顧問なので入部した、時折合コンにも出ているので久しぶりに会ったラボメン達にびっくりされてしまった。
厨二病的な行状もすっかり消え、普段の言動や態度は穏やかなものとなり、服装も黒を基調としたフォーマル風のものに変えた。そうした事もあってか、知人友人たちも増えて交友関係が広がり、ゼミの教授たちからの受けも悪くない模様である。
ラボにもほとんど顔を出さなくなって数ヶ月ほど経過した12月のある日、とある事情で大学主催のカンファレンスを手伝う事になり、そこで比屋定真帆と出会い、岡部が紅莉栖と親しかった事を知った事から話が進み、真帆と共に来日していたレスキネン教授が開発中の人工知能プログラム「アマデウス」のテスター（人工知能と対話・交信する人間）となる。アマデウスの声・言動は生前の紅莉栖そのものと言ってよく（少なくとも岡部にはそう感じられた）、 テスターとなって「彼女」と交信することで久々に心の安らぎを得るが、徐々に「彼女」の死を常に突きつけられる苦しみも味わうこととなる。
物語の最終章では、「オペレーション・アークライト」（まゆりの項で詳説）の失敗により、まゆりが再び死の危険に晒されてしまう。これを防ぐため頑なに拒んでいたタイムリープを決行するが、何度かのトライアンドエラーを繰り返した後のリープの際、電話レンジのアクシデントにより誤って未来（2036年）の岡部に意識を移してしまう。

### 椎名 まゆり（しいな まゆり）
声 - 花澤香菜
未来ガジェット研究所のラボメンNo.002。「線形拘束のフェノグラム」の主人公の一人である。一人称は「まゆしぃ☆」（通常は「まゆしぃ」と略記）だが、自分の心情を吐露する時に「私」と言うことがある。
16歳。1994年2月1日生まれ。身長152cm、体重45kg。血液型はO型。スリーサイズはB85/W56/H82。
御茶ノ水にある私立花浅葱大学附属学園2年生。岡部の幼馴染で、岡部の「人質にして、人体実験の生贄」という脳内設定に従って彼の傍におり、岡部に続くラボメンとなった。出会い、別れ際にかかわらず挨拶は「トゥットゥルー♪」。寝相が悪い。心情を表現する度に「まゆしぃは○○なのです」というセンテンスを用いる。おっとりとした性格かつ、マイペースで天然な楽天家である。劇中の要となるラボの研究内容にあまり関心を見せないが、そのほんわりした言動や性格からラボにおける清涼剤的な役割を果たしている。洞察力があり、一つの世界線では鈴羽の父親の正体に気づき、2人を出逢わせた。
ネコ耳メイド喫茶「メイクイーン+ニャン2」でアルバイトをしており、源氏名は「マユシィ・ニャンニャン」で金髪のウィッグを付けている。
趣味はコスプレのコス作りだが、自分でコスプレはせず、仲の良いコスプレイヤー友達である「ふぶきちゃん」「カエデちゃん」（#サブキャラクター参照）に着てもらいコミマ（コミックメガマーケット）で度々発表している。オタクではあるが、コミマでは同人誌などの入手よりもコスプレ発表をメインにしている。
食べ物の話題になると途端にご機嫌になる大食家で好物は唐揚げ（商品名：ジューシーからあげNo.1）とバナナ、他にはジャンクフードも好き。故にいつも何かを食べているが、父親と毎朝ランニングしていていくら食べても太らない。運動神経も良く、すぐ息切れする岡部よりタフである。
6年前に懐いていた祖母が他界したショックから、半年ほど毎日祖母の墓参りを続け、失声症同然になっていた事がある。それ以降、祖母の形見である懐中時計を常時携帯している。この様子を不憫に思った岡部が、あるアニメの悪の科学者の台詞を引用して慰めたことから、上述のように自ら「まゆしいはオカリンの人質」を実演するようになった。また、祖母と一緒に星空を見ていた影響で今でも唐突に空に向かって手を伸ばす癖（岡部曰く「星屑との握手（スターダスト・シェイクハンド）」）がある。
電話レンジ（仮）の使用を機にα世界線に入った場合、どのような手段を講じても2010年8月中旬に死亡する。そのため岡部は元の世界線（β世界線）への復帰を試みるが、そちらの世界線では紅莉栖が死亡してしまう。失敗に心が折れかける岡部を「らしくない」と一喝する。これにより奮起した彼が計画を成功させ、双方を救える「シュタインズ・ゲート」世界線へ入る事に成功、2人とも揃って生存するトゥルーエンドを迎えた。
2011年6月に行われた、電撃オンラインによるキャラクター人気投票では第4位（321票）を獲得した。
なおアニメ版の第23話（β）では前述の挑戦失敗の際、心が折れかけ苦しむ岡部を見て鈴羽やラボメンたちに「何故オカリンだけが苦しまなくてはならないのか」と言ってしまう。あくまでも岡部を思っての言葉だったが、結果としてこれがきっかけで岡部は紅莉栖救済を諦め、アニメ版の『ゼロ』へと繋がる展開が描かれている。
【ゼロ】
心に深い傷を負った岡部の事を気にしつつ、過度に負荷をかけないように見守っている。
本作では未来における彼女の姿も若干描かれており、そこでは幼かった頃の椎名かがりと共に暮らしている。
「謎の集団」による襲撃以降、岡部が自分の前では見せない様々な苦悩を抱えながら事態を解決しようと動いているのを察し、やがてその苦悩の根源的原因は自分が紅莉栖の救済を諦めさせたからではないかと考えるようになる。彼女は鈴羽が最後のタイムトラベルを実行しようとした際に同行を願い出る（まゆりはこれを「オペレーション・アークライト」と呼び、ラボメンナンバー002初の任務だと岡部に告げた）。しかし直後に「教授」が率いる「謎の集団」の攻撃に遭い、タイムマシンに乗ったまま鈴羽と共に消息不明になってしまう。

### 橋田 至（はしだ いたる）
声 - 関智一
未来ガジェット研究所のラボメンNo.003。「線形拘束のフェノグラム」の主人公の一人である。通称「ダル」。
19歳。1991年5月19日生まれ。身長164cm、体重98kg。血液型はB型。
東京電機大学1年生。岡部の数少ない友人の1人で、高校からの付き合い。
日常会話で@ちゃんねる用語を多用し、二次元に萌えつつ、大型機械や高架下など無機質にも萌えを見出すアクティブなオタクで自身の好きな関連のイベントでなら徹夜の泊り込みも辞さないタイプ。本人が目の前にいようともHENTAI的な妄想を口に出してはばからず、その度に手厳しいツッコミを入れられている。フェイリスの大ファンでもあり、彼女が勤めているメイド喫茶「メイクイーン+ニャン2」に頻繁に通っている。フェイリスと「雷ネットアクセスバトラーズ」の対戦をするが負けてばかりである。岡部からラボメンに誘われた当初は全く乗り気ではなかったが、研究室がメイクイーン+ニャン2のすぐ近くにあると知るや否や、掌を返したように承諾した。他人称は「○○氏」。
プログラミング技術やハッキング技術に長けている。そのため岡部からは「スーパーハカー」と呼ばれており、その度に「スーパーハッカー」と訂正を求めている。その腕前は本物であり、研究機関へのハッキングもやすやすと仕掛けられるほど。また、岡部が提案した未来ガジェットの製作も担当し、ハードウェア方向にも明るい。
アルバイトでかなり非合法のデータハッキングなどをしている。
かなりの肥満体のため、SASの傾向がある。岡部と違いコカコーラ派（とくにカロリーゼロコーラ）。
世界線にかかわらず、後に由季と結婚し鈴羽の父親となる。
2011年6月に行われた、電撃オンラインによるキャラクター人気投票での順位は8位（102票）。
科学アドベンチャーシリーズの別作『ROBOTICS;NOTES DaSH』においても、「ダル・ザ・スーパーハッカー」（略称・DaSH）として登場する。
【ゼロ】
現在では事実上の「ラボの主」。時折り顔を出す阿万音鈴羽ともそれなりに上手く接している模様。
物語の後半では硬直した事態を打開するため、比屋定真帆の協力を得て、かつて岡部が破棄した電話レンジの修理を試みる。
ゼロの世界線の未来では、食料事情が悪化した影響からか痩せて引き締まっており、そのため未来から来ていた鈴羽が「ダルが父親だと気付かなかった」という理由付けになっている。一方で、ゼロの世界線から脱した『ROBOTICS;NOTES DaSH』の世界では、ダルは太ったままの姿となっている。

### 牧瀬 紅莉栖（まきせ くりす）
声 - 今井麻美
未来ガジェット研究所のラボメンNo.004。
本作のヒロインにして「線形拘束のフェノグラム」と「（劇場版）負荷領域のデジャヴ」のもう一人の主人公。
18歳。1992年7月25日生まれ。身長160cm、体重45kg。血液型はA型。スリーサイズはB79/W56/H83。
アメリカのヴィクトル・コンドリア大学脳科学研究所所属研究員。専攻は脳科学であるが、他の理系分野に於いても博識である。日本出身だが、2003年（小5）の頃から母親と共にアメリカに移住している。若くして飛び級で同大学を卒業し、17歳にして学術雑誌で名高いサイエンスに自らの論文が掲載されるほどの才媛。2週間という短期間のみ逆留学した菖蒲院女子学園（あやめいんと読む、九段下にある女子高）の制服を改造し、普段着としている。
8月中にはアメリカに帰る予定があるものの、7月28日に秋葉原の大ビルで開催されるATF（秋葉原テクノフォーラム）でのタイムトラベルに関する講演に講師として招かれていた。その講演会場で出会った岡部の言葉に興味を抱き、ラボを訪ねた際に電話レンジの実験を目の当たりにし、その後もラボに通い詰めるうちにいつしかラボメンとなった。
探究心旺盛な性格で、その怜悧さを象徴するかのような分析力と判断力を持つ。私情を挟まない冷静さをも持ち合わせるが、自分や仲間が本当に危機的状況に置かれた場合は流石に取り乱してしまう。実力主義のアメリカの研究所での殺伐とした日常の為、隙を見せないようムスッとした表情をしている。その結果友達もいない。
岡部の厨二病に関しては、紅莉栖が鈴羽のタイムマシンで過去に時間移動し、過去の岡部に鳳凰院凶真という男について語ったことが根源であることが劇場版で明らかにされた。
礼儀知らずや非常識な人間を嫌い、特に岡部には「助手」「クリスティーナ」「蘇りし者（ザ・ゾンビ）」「セレブ・セブンティーン（セレセブ）」「実験大好きっ娘」「スイーツ（笑）」「@ちゃんねらークリス」、さらに線形拘束のフェノグラムでは「ツンツン小生意気ヘルパー」「ヴァージン・エクストラ諸島」といった数々のあだ名を付けられるなど、自分に対する傍若無人な態度に不和になりがちだったが、ラボの研究を通じて次第に打ち解けていくにつれ、岡部の良き理解者として数々の救いの手を差し伸べるようになり、やがて岡部の優しさに惹かれて恋愛感情を抱くようになっていった。そのことからも分かるように素顔はお人好しで大変面倒見が良い。行動の端々にツンデレな一面も見せる。ラボ内では岡部と橋田をHENTAI呼ばわりするが、まゆりとはまるで姉妹のように接している。
天才的な知能とは対象的に、身体能力のほうは優れているとは言い難く、本人に自覚はないが極度の料理音痴である。
また、重度の「@ちゃんねらー」で、その事を知られないよう必死に取り繕うものの少し油断すると会話の端々に@ちゃんねる用語が混じるうえ、岡部の牽制の囁きである「ぬるぽ」に対し、思わず「ガッ」と返答してしまうなどの一面も覗かせる。その為にあだ名に「ねらー」が追加された。また、@ちゃんねるで使用していたハンドルネームは「栗悟飯とカメハメ波」である。
好きな食べ物はラーメン（カップラーメンを含む）で、長い間箸を使っていなかったためカップ麺はフォークで食べている。また、ドクターペッパーの本場アメリカで育ったため、岡部ほどではないが、彼女も愛飲者である。
α世界線の未来ではSERNのタイムマシン開発に最も貢献した人物とされ、タイムマシンの母と呼ばれている。これにより鈴羽が属するレジスタンス組織「ワルキューレ」にとっては排除すべき対象となっている。過去にきた鈴羽が当初から紅莉栖を敵視していたのはこのためである（紅莉栖がSERNのタイムマシン開発に協力する本当の目的は、SERNの支配の無いβ世界線へ行くことであるが、本来の協力対象である鈴羽やワルキューレメンバーには意図的にそのことを知らせていない）。
本編の作中では世界線の変動に関わる因果関係が明かされていくに従い、彼女とまゆりの命運が二者択一であることが明かされるというジレンマ展開になっている。トゥルーエンディングに至る物語は彼女の魅力に焦点が当たる内容になっており、2011年6月に行われた、電撃オンラインによるキャラクター人気投票では第2位に大差をつけ第1位を獲得した（984票）。
【ゼロ】
劇中の舞台となるβ世界線では岡部が彼女の救済を諦めてしまったため、すでに故人となってから数ヶ月が経っている。ラボメンのメンバーたちはα世界線における彼女との交流を実感してはいない（彼女の記憶をベースに構築された「アマデウス」については「『ゼロ』以降の追加主要キャラクター」で解説）。
物語の中盤から、彼女が遺したノートパソコンにタイムマシンの基本理論など、後々の世界線や歴史に多大な影響を及ぼす情報が記録されているらしき事が明らかになる。この「紅莉栖の遺産」を手に入れるために暗躍する、ラウンダーとは異なる「謎の集団」によりラボメンたちは危機に瀕する。

### 桐生 萌郁（きりゅう もえか）
声 - 後藤沙緒里
未来ガジェット研究所のラボメンNo.005。
「線形拘束のフェノグラム」の主人公の一人である。
20歳。1990年6月6日生まれ。身長167cm、体重54kg。血液型はB型。スリーサイズはB88/W59/H88。
編集プロダクション「アーク・リライト」でアルバイトをしている女性。極度の携帯依存症であり、常に携帯の画面を見ている。人と話すのが苦手で、話す言葉は途切れ途切れ。普段は無口かつ無表情だが、メールのやりとりでは馴れ馴れしく饒舌かつ執拗で、自分で喋る代わりにメールを相手に送りつけることが非常に多い。メールを打つ速度も驚異的に速く、この事から岡部は彼女の事を「閃光の指圧師（シャイニング・フィンガー）」あるいは略して指圧師と呼んでいる。
家族はおらず孤独の身の上。4年前に睡眠薬により服用自殺を試みるも未遂に終わり、まさにその時にSERNの傭兵部隊ラウンダーの募集を受け、コードネーム「M4」として活動、FBと名乗る人物からの依頼でIBN 5100という幻のレトロPCを捜している。任務の過程において、真意を隠して岡部たちに接触することになる。
シュタインズ・ゲートに至る場合（一般人であり、ブラウン管工房のアルバイトとして採用される）を除き全ての世界線でラウンダーとして登場、展開によってはまゆりを殺害する。基本的に自分の意思がなく、α世界線ではFBからの指示を待つか、連絡がなくなって絶望し自殺するかのどちらかしか行動パターンがない。
『比翼恋理のだ〜りん』ではラボメンの一員となっている。家事全般が苦手であることが明らかになり、食事はいつもインスタント食品やコンビニの弁当、さらに掃除をしようとしてもなぜか逆に部屋が汚くなってしまうことなどから、岡部から新たに「片付けられない女」という愛称を付けられることになる。
2011年6月に行われた、電撃オンラインによるキャラクター人気投票での順位は7位（113票）。
【ゼロ】
他のラボメン同様、α世界線における彼女との交流を実感してはおらず、β世界線上ではラボメンたちと関わらない人物のはずなのだが、岡部は大学カンファレンス会場にて彼女の姿を見かけてしまう。
その後、かがり捜索のためダルが伝手を頼った事で、ラボメンと再び関わりを持ち、一個人として岡部に協力している。

### 漆原 るか（うるしばら るか）
声 - 小林ゆう
未来ガジェット研究所のラボメンNo.006。「線形拘束のフェノグラム」の主人公の一人である。
16歳。1993年8月30日生まれ。身長161cm、体重44kg。血液型はA型。スリーサイズはB73/W60/H77。
御茶ノ水にある私立花浅葱大学附属学園2年生で、まゆりのクラスメイト。秋葉原にある「柳林神社」の宮司・栄輔の一子。
容姿・言動共に美少女にしか見えないが、性別は紛れも無く男であり、俗にいうところの「男の娘」。それ故に岡部からは「ルカ子」と呼ばれている。以前に巫女装束をコスプレと勘違いしたカメラ小僧に絡まれている所を岡部に助けられてから、（積極的な自覚は無いが）彼のことを慕っている。
しかし自己主張が乏しく恥ずかしがり屋の性格で、完全に女性のようには成りきれず（一人称も「僕」）自分の女のような「性」を恥じており、「いっそのこと（生物学的な意味も含めて完全な）女になりたい」と思っている。
格好は白衣（着物）や巫女服ワンセット（緋袴・足袋・草履込み）など。巫女服を着ているのは本人ではなく父親の趣味によるもの。まゆりから度々アニメキャラなどのコスプレをしてほしいと頼まれているが、断り続けている。
先述の性格に加え、岡部の中二病の肩書や設定を信じてしまい、彼の指導に付き合う純粋（ピュア）な面を持つ。一例として岡部から「妖刀・五月雨」を授けられ「清心斬魔流（せいしんざんまりゅう）」という剣術の手ほどきを受けているのだが、この剣術は岡部が妄想したフィクションの設定で、「妖刀」もアキバの武器屋本舗で980円で買ったもの。
α世界線ではDメールを使って出産前の母親に干渉し、奇跡的に自身を女性として産ませることに成功。しかしβ世界線への復帰を願う岡部の姿を目の当たりにしDメールの取り消しを決意、男性へと戻った。女性となった世界線において、男性であった世界線における倫太郎との思い出を持っていた。女性となった世界線の一つでは岡部への恋心を自覚しており、告白してデートをした。
2011年6月に行われた、電撃オンラインによるキャラクター人気投票での順位は6位（123票）。
姉が1人おり、そちらは彼とは正反対に男っぽいという。
【ゼロ】
他のラボメン同様、岡部を見守っている。
「彼」の父親が、かがりを保護した千葉の僧侶と聖職つながりで縁があったため、かがりは柳林神社に客として暫し同居する事となった。
物語の最終章では未来において「ワルキューレ」に所属するレジスタンスメンバー「コードネーム”防人（サキモリ）“」として登場。眉目秀麗な男性に成長しており、清心斬魔流（と思い込んでいる我流の）剣術を駆使し敵対勢力と戦っている。

### フェイリス・ニャンニャン
声 - 桃井はるこ
未来ガジェット研究所のラボメンNo.007。「線形拘束のフェノグラム」の主人公の一人である。
17歳。1993年4月3日生まれ。身長143cm、体重43kg。血液型はAB型。スリーサイズはB80/W54/H77。
秋葉原のネコ耳メイド喫茶「メイクイーン+ニャン2」の人気ナンバー1メイド。四ッ谷にある私立金糸雀学園2年生。
フェイリス・ニャンニャンとはメイクイーン+ニャン2での源氏名であり、本名は「秋葉 留未穂（あきは るみほ）」。秋葉原一帯の地主の娘であり、超高層マンション（秋葉原タイムズタワー：TOKYO TIMES TOWERがモデル）の最上階に執事付きで暮らし、都市開発に関わる会合などにも出席している。裕福な家庭の娘らしく育ちはいいのだが、決してそれを表に出したりしようとはしない。まゆりとはアルバイト先の同僚であり友人。
メイクイーン+ニャン2で働いている時は、かなりのぶりっ子で語尾に「ニャン」をつけて話す。厨二設定を豊富に含んだ内容の会話を好み、岡部の厨二病をもってしても対応しきれないほど独創的で大量な設定を瞬時に付加して会話に臨む（岡部曰く能力名「ダビング10」）。
相手の目を見つめることで読心術（自称の能力名「チェシャ猫の微笑（チェシャー・ブレイク）」）を発揮し、劇中で流行しているボードゲーム「雷ネットアクセスバトラーズ」の腕は世界レベルとまで評されるが、多忙なため公式戦の出場経験はない。
父親を亡くしており、作中ではそのことから岡部たちのDメール実験に関わることになる。声優としてフェイリス役を演じた桃井はるこによれば、彼女は愉快なキャラクターであると同時に悲しみを背負った人物でもあるとされる。
Dメールにより10年前にあった父・秋葉幸高の他界という事象を変更したことにより未来が変化し、父子で幸せな10年間を過ごしていた。このためDメールの取り消しにも難色を示したが、最終的には本来の時代を受け入れることを承諾。この際に岡部以外で初めて、異なった世界線の記憶を明確に取得する。
2011年6月に行われた、電撃オンラインによるキャラクター人気投票での順位は第5位（133票）。
【ゼロ】
他のラボメン同様、岡部を見守っている。「謎の集団」によるラボメン襲撃事件以後は桐生萌郁に自宅の一室（前述のとおり自宅はかなり広いので、感覚としては「離れ」のようなもの）を貸し、いちおう共同生活をしている。
物語の最終章では未来において「ワルキューレ」に所属するレジスタンスメンバー「コードネーム”チェシャ猫“」として登場。風貌はあまり変っていない。

### 阿万音 鈴羽（あまね すずは）
声 - 田村ゆかり
未来ガジェット研究所のラボメンNo.008。「線形拘束のフェノグラム」の主人公の一人である。
18歳。2017年9月27日生まれ。身長163cm、体重51kg。血液型はO型。スリーサイズはB80/W59/H86。
未来ガジェット研究所階下の「ブラウン管工房」の押しかけアルバイト。MTBを愛する元気娘。70年代風のビンテージもののジャージを好んで着用している。面倒見がよく誰とでも打ち解けるのが得意だが、なぜか紅莉栖のことを初めから嫌っている。
格闘技やサバイバル術に詳しく、「一人前の戦士」を自称している（それ故に岡部からは「バイト戦士」と呼ばれている）。レジスタンスだけに拳銃（ガバメントに似ている）の腕前もある。言葉遣いは、妙に難しい二字熟語をよく使う、名前を必ずフルネームで呼ぶなど少し変わっている。また、電車の乗り方がわからない、携帯電話を最近初めて持った、秋葉原にカルチャーショックを受ける、バイクによく乗るのに自転車に乗ったことはないなど、どこか世間知らずで常識外れな面もあるが、それは彼女が現代人ではなく、2036年の未来からタイムマシンでやってきたタイムトラベラーであるため。未来ではレジスタンス組織「ワルキューレ」に所属していた。インターネット上では「ジョン・タイター」というハンドルネームを名乗っており、自らの素性を伏せつつ岡部に接触する。
SERNが支配する未来を変えるべく登場し、リーディング・シュタイナーこそ持たないもののどの世界線・時点でも岡部を理解する協力者である。父親である至が作ったタイムマシンを用いα世界線からβ世界線への復帰、またシュタインズ・ゲートを目指すために必要不可欠な人物として奮闘する。先述の設定とは対照的に、サイクリングを愛する人物として描かれている。
『比翼恋理のだーりん』ではラボメンの一員となっており、本編のような紅莉栖への敵対心はない。
本作の裏主人公とも評される人物。2011年6月に行われた、電撃オンラインによるキャラクター人気投票では第3位（357票）を獲得した。
【ゼロ】
現時点の世界線の先の未来が過酷なものである事を知っているため、更なる改変のため岡部に対する説得を時折り続けているが、断られ続けている。時折ダルの居る時にラボにも顔を出す。
2010年の世界へ来る少し前まで共に居た少女・かがりと過去の世界で遭遇したアクシデントの影響により逸れてしまっており、彼女を捜索する事が「ゼロ」序盤の物語の軸となる。ただし鈴羽自身は2010年の時点では逸れてから既に十数年経っている事もあり、あまり捜索に乗り気ではなかった。その後、かがりとの再会を果たした後も少々ぎこちない関係が続いたが、ゆるやかに修復を試みるも、再び彼女が失踪し、振出しに戻ってしまう。
物語の後半では未だタイムトラベルをしようとしない岡部の復活を待てない事情もあり、ダルと比屋定真帆に電話レンジを修理してもらう事にし、その推移を見守っている。ダルを「とうさん」岡部を「オカリンおじさん」と呼ぶ。ラボ内ではダルの妹ということにしてある。
アニメ版では、ゴーゴーカレーの大食い大会では初の三連覇を達成しており、店では「静かなる殺戮者」を名乗っている。
1975年、2000年にも経由しており、岡部が知っていたアメリカでのJohn Titorの正体である。

## 『ゼロ』以降の主要人物

### 比屋定 真帆（ひやじょう まほ）
声 - 矢作紗友里
未来ガジェット研究所のラボメンNo.009。紅莉栖の大学の先輩の研究員。初登場は外伝小説「閉時曲線のエピグラフ」、その付属CD「射影曲面のエピタキシー」。
1989年11月2日生まれ。身長140cm、体重39kg。血液型はB型。スリーサイズはB78/W54/H80。
祖父母・両親とも沖縄出身の日本人だがアメリカ国籍を持つ日系人。幼い容姿をしており（背丈のサイズは天王寺綯と同じくらい）アメリカでも日本でも子供に間違えられる。「射影曲面のエピタキシー」では日本に帰ったまま、アメリカに帰ってこない紅莉栖を一時的に訪ねに来た。
紅莉栖に対しては非常に複雑な感情を抱いており、無二の親友のように思いつつも紅莉栖の才能に劣等感を抱いている。紅莉栖をアマデウスに例え、自分はサリエリだと考えている。
【ゼロ】
岡部の通う大学が主催するカンファレンスにおいて、レスキネン教授の助手（兼・通訳）として来日する。「テスター」となった岡部に「アマデウスに対して過剰な思い入れをしないように」と忠告しているが、何度か接触するうちラボメンたちとも交流を持つようになる。

その後、カンファレンス日程終了と共に帰国していたが、鈴羽とダルの説得に（最初は渋っていたが熟慮の果てに）応じ再度来日、電話レンジの修理に取り掛かる。いつしか岡部に対して好意を持つようになるが紅莉栖やレイエスに勘繰られた時は必死に否定する。幼児属性をもつダルに「真帆たん」と呼ばれると「たん付けはやめろ！」と即答する。いつも左右に違うサンダルを履いている。
未来から連続タイムリープしてきて復活した鳳凰院凶真からは、「ロリっ子」「ジョセフィーヌ」というあだ名を付けられている。

### 椎名 かがり（しいな かがり）
声 - 潘めぐみ
未来ガジェット研究所のラボメンNo.010。β世界線上においての2036年において、椎名まゆりの養子となっていた少女。STEINS;GATE外伝小説シリーズにて初登場。
2026年7月7日生まれ。身長165cm、体重53kg。血液型はA型。スリーサイズB86/W60/H88。
元々は戦災孤児であったが、まゆりが引き取って育てていた。その後、阿万音鈴羽と共に過去へタイムトラベルし、その途中一時的に「1998年」に滞在していた際、アクシデントが発生。鈴羽と逸れ、12年もの間行方不明となっていた。
【ゼロ】
2010年、千葉の某所で一切の記憶を喪失した状態で現れる。十数年の間、どこで何をしていたのか不明。「仮名」から「かな」と呼ばれるようになった彼女は、ある僧侶が寺でひとまず保護していたが、その寺では女人を長い間滞在させる事が難しかったため、僧侶は縁があった漆原るかの父に相談、しばらくの間神社に逗留する事となる。るかはその流れで岡部に相談を持ちかけ、ラボにおいて阿万音鈴羽と「再会」する事となった。成長した彼女は牧瀬紅莉栖にどことなく容姿が似ており、その面においても岡部を翻弄する。
「かな」を「かがり」とした決め手は、彼女が発見時に唯一つ所持していた謎のキーホルダー。まゆりから未来世界で貰ったもので鈴羽も彼女の宝物と知っていたため。なお、キーホルダーの正体は「森の妖精さんウーパ」。（2010年の）まゆりはこれを一発で言い当て「（正真正銘の本物であり）大変な激レアもの」とラボメンたちに説明した。
ラボメンたちと交流を深めるうち、子供時代の記憶を唐突に思い出し、まゆりを「ママ」と呼ぶなど幸せな日々を過ごしていたが、ある日ひとりで街中を歩いている際、何らかの要因によって再度失踪。ラボメンたちは八方手を尽くして探したが見つけられなかった。
それから数ヶ月後、「謎の集団」と同じスーツにヘルメットを装着し、ラボに1人でいた鈴羽を突如ナイフを持ち襲撃する。洗脳されたような状態で感情を喪失していたが、鈴羽が（かがりが失踪の際に持っていかず）ラボに置いてあった「森の妖精さんウーパ」を見せつけると激しく反応、これを奪い姿を消す。
彼女の正体は第三次世界大戦の世界においてレスキネンによる洗脳の被害者となった1人。鈴羽と供にタイムトラベルした際、洗脳による「神の声」に従いシュタインズゲート到達阻止のため脱走した。その後はその時代のレスキネンの元へ訪れ人体実験を受け、未来のレスキネンが行った洗脳による知識を得たレスキネンを歓喜させた。
ルート次第では整形して阿万音由季になりすましているかがり、もしくは牧瀬紅莉栖の記憶を埋め込まれているかがりと大きな違いがある。

### 阿万音 由季（あまね ゆき）
声 - 田村ゆかり
未来ガジェット研究所のラボメンNo.011。バレル・タイターの妻で、鈴羽の母親。ダルより3歳年上である。2017年に鈴羽を産んだ。鈴羽が言うにはかなり名の知れたコスプレイヤーで、コミマにおいて鈴羽の父親と運命的な出会いをした。現代の由季は、アニメSPECIAL「横行跋扈のポリオマニア」、短編小説「遥遠のヴァルハラ」、および「比翼恋理のだーりん」「線形拘束のフェノグラム」と劇場版に僅かに登場。未来の由季は、鈴羽のキャラクターソングCDのミニドラマや漫画「亡環のリベリオン」に登場。
【ゼロ】
物語開始時点では、まゆりのコスプレ仲間として登場、鈴羽の事は「まゆりの友達」,「ダルの妹」として知っている。腕の怪我をはじめ、襲撃してきたライダースーツの女性が負傷したはずの部位を偶然同じタイミングで負傷してしまうことがある。無限遠点のアルタイルにおいては整形した椎名かがりが本物の由季に成りすまして登場、本来の歴史における至と由季が出会う日の１年前から行動を開始して本物の由季であるかのように振舞っている。（ライダースーツの女性も椎名かがり本人。かがりと本物の由季が存在する歴史においてはレイエスがライダースーツの女性となる。）
アマデウス（ Amadeus ）
声 - 今井麻美（Amadeus紅莉栖）、矢作紗友里（Amadeus真帆)
牧瀬紅莉栖がアメリカ在学中に想起した「人間の記憶をデータ化する理論」を基に創られた人工知能プログラム。プログラム及び蓄積したデータは米ヴィクトル・コンドリア大学のサーバーに記録されている。
紅莉栖が日本に一時帰国した際に亡くなったため、実際に作り上げたのはレスキネン教授と真帆。ただし未だ彼らの最終的な理想には程遠い状態とのこと。日本のカンファレンスでは来日数日前の真帆をベースとした版が披露されたが、もう1つ、日本に帰国する直前（『ゼロ』開始時点の約8ヶ月前）の紅莉栖をベースとした版も作られていた（以下、特に言及のない場合はこの「Amadeus紅莉栖」バージョンについてのもの）。
岡部が「彼女」のテスターとなってからは基本的に彼のスマホを通してコミュニケーションを取る。

## ブラウン管工房
天王寺 裕吾（てんのうじ ゆうご）
声 - てらそままさき
32歳。1978年3月12日生まれ。身長187cm、体重86kg。血液型はO型。
「線形拘束のフェノグラム」の主人公の一人である。
未来ガジェット研究所階下、大檜山ビル1階で「ブラウン管工房」を経営している中年の大男。岡部からは「ミスターブラウン」と呼ばれている。ブラウン管と娘の綯をこよなく愛し、液晶や綯にちょっかいをかける者に対しては怒りを抱く。怒らせると容赦なく鉄拳制裁を加えたりするが、基本的に度量が広く優しい性格をしている。また、大檜山ビルのオーナーでもあるため、借主の岡部達にとっては頭の上がらない存在であるが、格安の家賃でスペースを貸したり入居祝いにとブラウン管テレビ（オンボロではあるが）を譲ったりしている。
漫画「恩讐のブラウニアンモーション」によると、母親は日本人であり、少年期にはホームレス暮らしをしていたが、偶然ゼリーマンに遭遇した際にSERNの人間によって勧誘されて以降、SERNの下部メンバーとして活動するようになる。
フランスへの長期滞在経験があり、1997年に日本へと来た。漫画「恩讐のブラウニアンモーション」では「M2」のコードネームを持つラウンダーであった若い頃の彼が主人公である。
終盤、萌郁が送ったDメールを取り消そうとする過程で、SERNの関係者であり彼女を操っていたFB（エフビー、ブラウン管を発明したフェルディナント・ブラウンに因む）という正体を明かす。しかし正体の露見は任務失敗を意味し、SERNの手が綯にも及ぶことを避けるため、萌郁を殺害した直後に自殺する。岡部が救った世界では一般人として綯と平和に暮らす。
科学シリーズの『ROBOTICS;NOTES』において、2019年8月時点でも存命であり、相変わらず娘の綯を愛しているようである。
2011年6月に行われた、電撃オンラインによるキャラクター人気投票での順位は9位（30票）。
【ゼロ】
この世界線においてもラウンダーのメンバー「FB」である事は変わらないが、上からの指令は受けていないため、ラボメンたちとは「ミスターブラウン」として関わっていた。しかしラボメンが「謎の集団」に襲撃を受けた際、その場に綯もいたためこれを撃退もした。
その後、リーディングシュタイナーによって彼の正体を知っていた岡部は一か八かの賭けじみた交渉の末、「FB」としての彼と緩やかな協力関係を持つことに成功、時折り岡部にアドバイス的な情報を与えている。
天王寺 綯（てんのうじ なえ）
声 - 山本彩乃
11歳『STEINS;GATE』> 20歳『ROBOTICS;NOTES』。
1998年11月9日生まれ。
身長137cm、体重31kg。血液型はA型。
「線形拘束のフェノグラム」の隠しシナリオ主人公である。
裕吾（ミスターブラウン）の一人娘で私立小学校に通う6年生。父の店であるブラウン管工房に時折り顔を出す。
基本的に大人しい性格で、物語の初期では岡部（鳳凰院モード時）や橋田の少々危ない言動に怯えてしまっていたため、岡部からは「シスターブラウン」あるいは「小動物」と呼ばれていた。後にラボメン（特に女子）と親しくなるにつれ、本来の明るい面もうかがえるようになり、掃除の際には「おそうじ軍曹」に成りきり部下（ダルなど）に厳しく掃除の命令を与えるような一面も見せている（『ゼロ』の1エピソードより）。ほかにも簡単な調理をこなしたり、裕吾が不在でも落ち着いて生活できたりなど、一般的な家事スキルをしっかり持っている。
α世界線の1つでは誤ってまゆりを線路に突き落とし死亡させてしまう。裕吾の自殺する世界線ではのちにラウンダーとなり、2025年に岡部を拷問にかけたすえに殺害し、残されていたタイムリープマシンを用い萌郁を殺害するため2010年まで戻ってくるという、復讐のための人生を送ることになる。
科学シリーズの『ROBOTICS;NOTES』において、2019年時点でJAXAの未踏技術開発センターに勤務しており、本編にも関わっている。
【ゼロ】
この世界線においても詳細な情報は知らない状態でラボメンと接している。父の正体なども全く気付いていないが、ラボメンと共に「謎の集団」に襲撃を受けたことで皆が何かしらの危機に巻き込まれていることを察する。岡部と父の押し問答の際には自分なりの思いを吐露、ラボメンの力になってほしいことをささやかながら父にお願いした。
今宮 綴（いまみや つづり）
天王寺裕吾の妻で、綯の母親。1997年が舞台の漫画「恩讐のブラウニアンモーション」に登場。東京電機大学の学生で、橋田鈴の教え子。ドジっ娘属性がある。
1998年の綯の出産時に死亡しており故人……とされていたが、「恩讐のブラウニアンモーション」によるとSERNによって経歴抹消されたことが示唆されている。任務により秋葉原に来た裕吾に助けられたことが縁となり、やがて裕吾と付き合うようになる。
裕吾と結婚した後に、綯を出産。数年後、裕吾が「橋田鈴の監視」および「IBN5100の奪取」をする作戦に非協力的で、SERNへのハッキングを行ったペナルティーとして「妻か子供を拉致する」とSERNに言われ、自分から名乗り出る。この時、お腹には第二子がいたが、その後に母子がどうなったかは不明。

## 主要人物の家族
登場人物の中には複数の偽名を用いる者もおり、作中で別の人物と同一人物であることが明かされる場合もある。
ドクター中鉢（ドクターなかばち）
声 - 小形満
43歳。1967年1月13日生まれ。身長171cm、体重75kg。血液型はA型。
多くの特許、ノーベル賞を獲得していると自称する物理学者。世間ではイロモノ発明家と認識されている。ラジオ会館でタイムトラベル理論を発表した矢先、ジョン・タイターのパクリではないかと岡部に異議を唱えられる。
厨二病的な面があり、中鉢という名前は「アインシュタインの弟子であり、本名でタイムマシンを研究すると世界中から狙われるため、アインシュタインが宇宙を示す究極の形である8の中心を意味する中鉢という名前を付けてくれた」という脳内設定で自分で考えた。「ドラマCDα」では若い頃の様子が描写されている。
終盤まで伏せられているものの、本名は「牧瀬 章一」であり紅莉栖の父親。作中では幾度か紅莉栖との会話の中で不仲な父親のこととして話題になる。
アニメ版では「中鉢博士」とクレジットされ、本名に言及する場面はあるものの、「ドクター中鉢」という呼称は登場しない。
岡部がシュタインズ・ゲートを目指す終盤では、紅莉栖が父の名誉回復のため共著にしようと書いたタイムマシンに関する論文を、自分1人の手柄とすべく強奪。岡部の1度目の挑戦では、紅莉栖は死亡し、中鉢は強奪した論文を自身の論文として売り込む形でロシアへの亡命に成功する。その結果、タイムマシンの開発競争により荒廃した未来を招いてしまう。しかし2度目の挑戦では、紅莉栖の死亡と中鉢の亡命の双方を阻止し、シュタインズ・ゲートに到達。論文が焼失し唯一の切り札を失った中鉢は、亡命に失敗し単なる異常者として連行される。
タイムリープを繰り返してきた岡部の心を立ち直らせるためのアドバイスを紅莉栖に教えていた事が、線形拘束のフェノグラムで明かされた。
【ゼロ】
物語中ではロシアに亡命し地位を確立しつつある時期。時折りテレビや新聞などで、彼の「偉業」が報道されている。
秋葉 幸高（あきは ゆきたか）
声 - 菊本平
フェイリスの父親。2000年に飛行機事故で亡くなっており故人。一代にして秋葉原の大地主となった実業家で、レトロPCの収集家でもあった。PC版以降は立ち絵が追加されたが、それ以前に発表された作品である漫画版（アライブ連載）では髭を生やした男性として描かれていたが、長期休載の都合上、再開後に登場した時は原作通りの容姿となっている。どこか気品がある男性で、娘とは非常に仲が良かったようである。「ドラマCDα」では若い頃の様子が描写されている。
飛行機事故のため10年前の時点で死亡していたが、フェイリスが送ったDメールの影響で生存していたことになる。だが世界線の修復をしなければならない都合上、Dメールを取り消したことにより再び故人となる。社会的な有力者である彼が生き延びた世界線では秋葉原の様子が大きく変わり、倫太郎に自分達がしたことの重大さを認識させるきっかけとなった。
牧瀬章一（ドクター中鉢）とは大学時代の友人で一時期は章一の研究の資金に提供していた、そして娘の留未穂と牧瀬紅莉栖が幼馴染であることが、線形拘束のフェノグラムで明かされた。
漆原 栄輔（うるしばら えいすけ）
声 - 星野充昭
るかの父親。一見すると常識人だが、男であるるかに巫女服を着させている。また、岡部の本名を「鳳凰院凶真」だと信じ込んでいるあたり、るかの純粋さは彼譲りのものと見られる。PC版以降追加された立ち絵では、学者風で眼鏡の似合うおじさんという風貌だが、それ以前の漫画版（アライブ連載）では中年男性として描かれていた。
秋葉 ちかね（あきは ちかね）
声 - 磯村知美
フェイリス・ニャンニャンこと秋葉留未穂の母親。「線形拘束のフェノグラム」で初登場。「桃色幻都のシャ・ノワール」においては、幸高死去後の海外事業ととある人物の治療のために国内は黒木と娘に任せ海外で生活をしている。そのためあまり親子の関係として過ごせなかった娘と母親の仲はぎくしゃくしている。「月暈のビブロスト」では幸高、留未穂と新しく迎えた養子と幸せに暮らしている。
黒木（くろき）
声 - ふくまつ進紗
フェイリスと秋葉家に長らく務めている老執事。本編においては幸高亡き後のフェイリスの仕事生活面での世話を行なっている。「線形拘束のフェノグラム」において立ち絵が初めて掲載された。
岡部 朱美（おかべ あけみ）
声 - 庄子裕衣
岡部倫太郎の母。前述のとおり家で青果店を営む普通の女性。
一連のシリーズで明確に登場したのは『ゼロ』が初（電話による声のみ）。
ある理由から、まゆり・かがりが口ずさんでいた『星の奏でる歌』を誰が彼女らに教えたのかを岡部が調べていた際、偶然彼女に辿り着く。彼女によると、この歌は元々岡部が少年時代（まゆりが祖母を喪った頃）、まゆりに歌ってあげて慰めていたとのこと。ただし、岡部にはそのような記憶は無かった。岡部の異名を「ひょうきんなマッチョサイコロジスト」と覚え間違えている。

## サブキャラクター
4℃（シド）
声 - 白石稔
21歳。1989年6月28日生まれ。身長180cm、体重86kg。血液型はB型。
黒系の衣装を好み、勝利の為なら卑劣な手段も辞さない「雷ネットアクセスバトラーズ」の池袋地区代表選手。「ヴァイラルアタッカーズ」というチーマーのリーダー。言い回しがいちいち長い上に回りくどく、岡部とはまた違った厨二病の持ち主。「黒の絶対零度」「雷ネッター界の黒い孔雀」「黒の貴公子」などを自称。その表記から岡部には「よんどしー」と呼ばれた。PC版以降は立ち絵が追加されたが、体重設定の割りに肉付きがない見た目。テレビアニメ版では声のみのキャラクターとして登場した。本名は「鈴木 功一」。
フェイリスのDメールを取り消す過程で出現。雷ネットの大会で優勝した彼女を逆恨みし、電話で3人の手下に暴行するよう指示。しかし巻き込まれた岡部が身代わりのような形で暴行されている間に秋葉が手を回し2人を救出、遅れて来た4℃は仲間ともども警察に逮捕される。
ゲームにおける登場時の名前表示は「ガイアが俺にもっと輝けとささやかれているっぽい男」。
2011年6月に行われた、電撃オンラインによるキャラクター人気投票は10位（11票）。
橋田 鈴（はしだ すず）
声 - 田村ゆかり（ドラマCD版）
天王寺裕吾が世話になった人物。2000年に死亡しており故人。「ドラマCDα」や「亡環のリベリオン」では東京電機大学で物理の大学教授をしており、「相対性理論超越委員会」を自称してタイムマシンの研究などもしている。
正体は過去にタイムトラベルし、その時代で生き続けた阿万音鈴羽。世界線により人物像に多少の違いがあるが、どの世界線でも裕吾に関係する点と2000年に死亡する点は変わらない。
タイムマシンで2010年から1975年にIBN 5100を回収に向かった鈴羽であるが、故障したタイムマシンでタイムトラベルした世界線ではショックによって記憶を失い、1999年にやっと自分が何者であるかを思い出し、岡部らに宛てた手紙を裕吾に託し絶望の果てに翌年自殺する。
岡部がDメールによって引き止めず、故障していないタイムマシンでタイムトラベルした世界線では、記憶を失うことなくIBN 5100を確保し、病に際し秋葉幸高にIBN 5100を託して柳林神社に奉納するよう遺言を残し、同じく2000年に病死する。
漫画版「恩讐のブラウニアンモーション」では、裕吾に出会った頃(鈴40歳)にはすでに記憶は戻っており、裕吾に髪の毛があることを笑っている。また、鈴の死因は、体内組織の一部が徐々に半固形状化する症状(ゼリーマン化)であった。
ブラウン管工房があるビルは元々は橋田鈴が所有しており、地主だった理由は不明だが、公式設定集では秋葉幸高とビジネスパートナーの関係があった可能性が挙げられているほか、「六分儀のイディオム」では世話になった知り合いの不動産業が専門の会社の重役から株か土地を買うといいとアドバイスを受けたためとされている。
ジョン・タイター
声 - 土田大（テレビアニメ版）
2010年の@ちゃんねるに突如出現したコテハン。自らを2036年から1975年へ「IBN 5100」というレトロPCを入手するために来たタイムトラベラーだと名乗り、独自のタイムトラベル理論を書き込んでスレッド内に論争を巻き起こしている。ジョン・タイターと名乗る人物は2000年にもアメリカの掲示板に現れているはずだが、なぜか岡部しかそのことを覚えていない。
実在の同名の人物がモデル。「モチーフとなった実在の事物」も参照。 本作では本物のタイムトラベラーという設定であり、物語の中盤で阿万音鈴羽と同一人物であることが明かされる。岡部以外がタイターの名を知らないのは、世界線によってその行動が異なるためである。アメリカのJohn Titorはβ世界線の阿万音 鈴羽である。
バレル・タイター
声 - 関智一（『ゼロ』）
鈴羽の父親。未来においてSERNと戦うレジスタンス組織「ワルキューレ」の創設者の一人であり、2代目リーダー。SERNがタイムマシンを完成させる2034年より先に、タイムマシンを作る計画「オペレーション・ブリュンヒルデ」を推し進めていたが、未完成のまま2033年にラウンダーによって殺害された。名前は偽名で、過去の経歴も隠している。唯一の足取りとして、2010年8月9日にタイムマシンオフ会に参加しており、その参加者たちと後に連絡を取って、ワルキューレと協力する組織「秋葉原TMマフィア」の結成もしている。その正体は、橋田至の未来の姿（「バレル・タイター」はコードネーム）だが、鈴羽はそのことを知らなかった。漫画「亡環のリベリオン」や小説「円環連鎖のウロボロス」にも登場する。
【ゼロ】
この世界線では鈴羽は「バレル・タイター」を自分の父親と知っている。物語の後半では鈴羽・まゆりの選択の結果微妙に揺れ動いた世界線の影響で「バレル・タイター」としてのダルが未来から過去に送ったDメールが鈴羽の携帯に届き、「オペレーション・アークライト」を指示しようとする（直後に「教授」の襲撃に遭い、詳細は不明に終わる）。
最終章では岡部がタイムリープ中のアクシデントにより未来で目覚めた際に登場。Dメールではシルエットしか見えなかった姿もはっきりと現したが、相当に痩せた体形となっていた（鈴羽に言わせるとこれでもまだ太り気味らしい）。
ナカセ シンイチ
声 - 藤原祐規
まゆりのコスプレ仲間であるフブキこと中瀬克美の実兄。本人もコスプレイヤーでまゆりに惚れている。「線形拘束のフェノグラム」の「三世因果のアブダクション」で初登場。
フブキ
声 - 本多真梨子
まゆりの友達でコスプレサークルの仲間でフブキはコスプレネーム。本名は「中瀬 克美」。本編ではまゆりのメールにおいて出てくるのみだが、STEINS;GATE外伝小説シリーズでは物語中に登場する。年齢はまゆりと同じ16歳。「ゼロ」にも登場する。岡部ほどではないがリーディングシュタイナーの能力を備えている。
【ゼロ】
「謎の集団」によるラボメン襲撃事件の際に同席しており、事件に巻き込まれ負傷し入院。ケガは軽いもので退院も早かったが、その後も病院から再検査するようにと言われ続け、通院している。
カエデ
声 - 木野日菜
まゆりの友達でコスプレサークルの仲間で、本名は「来嶋 かえで」。女子大学生。フブキと同じくSTEINS;GATE外伝小説シリーズでは物語中に登場。「ゼロ」にも登場する。
アレクシス・レスキネン (  Alexis Leskinen )
声 - 上田燿司
34歳の中年男性。ヴィクトル・コンドリア大学の大脳科学研究所の主任研究員の一人で、真帆や紅莉栖の上司・師匠でもある。初登場はSTEINS;GATE外伝小説シリーズ。新型脳炎が流行した際には日米共同研究のため急遽来日、脳炎できっかけで夢をみる患者同士の隔離を主張している。
陽気で愉快な性格。日本語を喋る際は片言口調。
【ゼロ】
紅莉栖の死後、前述のとおり真帆を伴い来日、カンファレンスの場において革新的な人工知能プログラム・『Amadeus』を発表。その際、真帆を通して出会った岡部が紅莉栖と親しかった事を知り、アマデウスの完成度を高めるため岡部を「テスター」として迎え入れて以降、積極的に接触している。公的には和光市のオフィスビルにて研究及びテスターの経過観察を行っている。
正体は米国の民間組織「ストラトフォー」の工作員。ストラトフォーの理念に共感して以降、脳科学者としての立場を利用して数々の悪行に手を染めてきた（ルート次第では岡部や真帆も酷い拷問や洗脳を受けることになる）。新型脳炎の発症や紅莉栖の記憶データに触れるまでは人工知能の軍事転用を目標としていたが、現在の彼の最終目的は『夢』や『Amadeus』によるタイムマシンを世界の抑止力にすること。明るく無邪気な性格は素の性格であるが、非常に残忍で冷酷な一面も持ち合わせており、あらゆる意味でマッドサイエンティストの道を歩んでいる。薬物投与なしで直接脳をいじる非人道的な手法による洗脳を得意とし、かがりも被害者の一人。
第三次世界大戦が起きた未来においては戦災孤児であったかがりにPTSDの治療という名目でストラトフォーの人体実験を行った張本人でもある。かがりがタイムマシンで過去へ飛び鈴羽と離れ離れになった際、かがりを拉致したのもレスキネンによる悪行の一つ。かがりの脳を調べたことで自分の得意とする施術の痕跡を発見、彼女は未来の自分自身が洗脳した人間であると確信し、その施術の知識を基に更に暗躍を開始していた。
ジュディ・レイエス (  Judy Reyes )
声 - 西村麻弥
ヴィクトル・コンドリア大学の精神生理学研究所の教授、レスキネン・真帆とも顔見知りである。初登場はSTEINS;GATE外伝小説シリーズ。
【ゼロ】
レスキネンと真帆に少し遅れ、別のセミナーに出席するため来日する。真帆と岡部の仲を妙に勘ぐっており、真帆は大いに恥ずかしがる。
実はDURPA『ダーパ』の工作員であり、（現在、ストラトフォーに潜入している）岡部が幾度か目に遭遇したタイムマシン鹵獲作戦では鈴羽との交戦中に死亡、一隊員として屍を晒していた。
井崎（いざき）
声 - 大林洋平
初登場はSTEINS;GATE外伝小説シリーズの小説「閉時曲線のエピグラフ」に登場。「0」にも登場している。岡部が所属している東京電機大学のゼミの指導教官で准教授。研究肌ではなく政治的な繋がりを以って地位を固めるタイプである。岡部のことを目に掛けパーティーやセミナーの係員として誘っている。

## その他のキャラクター
疾風迅雷のナイトハルト
ジョン・タイターが探しているIBN 5100をSNS上で有志を募って探すという、いわゆる「祭り」の中心人物のハンドルネーム。正体は『CHAOS;HEAD』の主人公「西條 拓巳」。1年前の渋谷大地震の混乱の中でギガロマニアックスの力は失われている。
『変移空間のオクテット』では重要人物に昇格。彼がIBN 5100を入手したため2025年は世界の基幹産業が萌え産業にすり替わり、世界恐慌が続いている。
FES（フェス）
歌 - 榊原ゆい
本編ゲーム版およびアニメ版のEDテーマ、および作中の挿入歌を歌っているという設定のバンド「ファンタズム」のボーカルを務める女性で、クレジットなどに名前が登場する。本名は「岸本 あやせ」で、前作『CHAOS;HEAD』におけるヒロインの一人。心境の変化を経て、一度解散した「ファンタズム」を同じメンバーで再結成し、メジャーデビューを果たしたという設定。
さんぽの女性店員
声 - 牛田裕子
アニメ版のみ登場。秋葉原の中央通りから入った路地にある老舗の牛丼屋、「さんぽ」の女性店員。さんぽは岡部達の行きつけの店であり、岡部やまゆりとは顔なじみである。第11話でもチョイ役として登場し、路上で大荷物をもったまゆりと会った際、「おかりんとか言うのを呼んだほうが良いんじゃないの？」と言っている。原作ゲームでは実在の牛丼店「サンボ」が登場しており、アニメ版でも立地場所、店名、店内では携帯使用禁止などの情報が踏襲されている。
音更 千世
声 - 味里
『コンプティーク』2011年10月号付録オリジナルドラマCDにて登場。牛丼屋「さんぽ」の女性店員の親戚の女の子。「さんぽ」でアルバイトを始める。
伽夜乃（かやの）
漫画「亡環のリベリオン」に登場する少女。2036年のSERNの下で働くラウンダーで、うーぱの仮面を被って行動している。ディストピアの正義を信じる殉教者。2036年に阿万音由季を殺しており、作品中の世界線の鈴羽にとっては母親の仇でもある。
ヒイラギ アキコ
「遥遠のヴァルハラ」に登場する日本人女性。SERNやラウンダーの側に所属しているようだが詳細は不明。